# Тертышный, Дмитрий Валерьевич
Дми́трий Вале́рьевич Терты́шный (26 декабря 1976, Челябинск — 23 июля 1999, Оканаган, Британская Колумбия) — российский хоккеист, защитник. С 1994 по 1998 год выступал в составе «Трактора». В сезоне 1998/99 играл в клубе Национальной хоккейной лиги (НХЛ) «Филадельфия Флайерз», который выбрал его на драфте в 1995 году под общим 132-м номером. Выступал за молодёжную и вторую сборную России.

## Карьера

### Детство и юность
Заниматься хоккеем Дмитрий начал в возрасте шести лет в хоккейной школе «Трактор». Первым наставником Тертышного в детской команде был Виктор Перегудов, а затем он попал в группу к заслуженному тренеру России Юрию Могильникову, воспитавшему немалое количество талантливых хоккеистов. По словам Могильникова, Тертышный ответственно подходил к занятиям и не пропускал тренировок, на которых всегда отличался большой самоотдачей. Дмитрий в команде был самым щуплым, но несмотря на небольшие габариты и невысокий рост, он играл в обороне. Семья оказывала ему всяческую поддержку, а старший двоюродный брат Сергей, выступавший за «Трактор» на позиции защитника, давал Дмитрию ценные советы.
В юношеские годы Тертышный своей игрой не выделялся среди сверстников, однако вместе с командой «Трактор» 1976 года рождения он сумел добиться высоких результатов. В 1990 и 1993 годах он стал победителем чемпионата РСФСР, с 1992 по 1993 год дважды выигрывал серебряные медали чемпионата СНГ. Главного достижения как юниор Дмитрий добился в 1994 году, когда вместе с челябинской командой стал чемпионом страны. По мнению партнёров по команде, именно в 1994 году Тертышный сумел значительно окрепнуть и достичь отличной физической формы.

### «Трактор»
Сезон 1994/95 защитник начал в клубе Высшей лиги «УралАЗ» из Миасса. После непродолжительного времени, проведённого за эту команду, Тертышный был вызван в «Трактор», где уже с первых матчей стал игроком основного состава. В «Тракторе» Дмитрий сразу стал показывать хорошую игру. В своём дебютном сезоне он провёл 39 матчей, в которых отметился тремя результативными передачами. Тертышного стали привлекать в молодёжную сборную России для игры со сверстниками из Финляндии и Швеции. На турнире на приз «Ленинградской правды» за игрой хоккеиста наблюдал Евгений Зимин, работавший скаутом «Филадельфии Флайерз» в Европе. Тертышный оказался в сфере интересов «Флайерз», и на драфте НХЛ 1995 года клуб выбрал хоккеиста под общим 132-м номером. Сам игрок не ожидал, что окажется задрафтованным, а тем более таким клубом как «Филадельфия». По его словам до драфта с ним контактировали только агенты «Нью-Йорк Рейнджерс» и «Сан-Хосе Шаркс».
После драфта Тертышному поступил вариант контракта с североамериканским клубом, действующий сразу на три лиги, но игрок отказался подписывать соглашение. Главной причиной этому послужил совет брата Сергея, который рекомендовал Дмитрию остаться в России. Сергей убедил двоюродного брата, что тот из-за недостаточной подготовки может надолго задержаться в фарм-клубе, также как и он сам, в составе «Портленд Пайретс» из Американской хоккейной лиги (АХЛ). Вторым фактором стало желание Дмитрия набраться опыта. Кроме того, по словам защитника предложенный «Филадельфией» контракт был настолько «смешным», что он даже не стал на него отвечать. В итоге Тыртышный подписал контракт с «Трактором» до 1999 года.
Следующие три года Тертышний провёл в «Тракторе», в составе которого он не смог добиться значимых результатов — в течение всего этого времени команда была в числе середняков лиги и не выиграла ни одной медали. В сезоне 1997/98 Дмитрий впервые сумел набрать 10 очков за один сезон. В том же сезоне защитник впервые сыграл в Северной Америке, приняв участие в 9 матчах в Западной профессиональной хоккейной лиги. Только получив приглашение во вторую сборную России на матчи в Санкт-Петербурге и Швейцарии, хоккеист решил, что готов к дебюту в НХЛ. Таким образом, в 1998 году после четырёх лет проведённых в составе «Трактора» игрок уехал выступать за «Флайерз».

### «Филадельфия Флайерз»
В июле 1998 года Тертышный получил приглашение в предварительный тренировочный лагерь «лётчиков». По его итогам игроку был предложен двухсторонний контракт сроком на два года. Дмитрий согласился с условиями соглашения и перед сезоном начал тренироваться с основным составом команды. На сборах Дмитрий играл в паре с Эриком Дежарденом, в связке с которым российский хоккеист действовал очень неплохо в обороне, что в результате позволило Тертышному принять участие выставочных матчах НХЛ. В них Дмитрий не имел постоянного партнёра в связке, но это не помешало ему показывать хорошую игру. Он сумел закрепиться в составе «Филадельфии», хотя первоначально предполагалось, что Тертышный должен будет начать сезон в АХЛ. Главный тренер «лётчиков» Роджер Нильсон говорил о Дмитрии: «Он впечатлил нас всех с первого дня. Ответственный, трудолюбивый, отличный парень».
Тертышный не попал в заявку на первый матч «Филадельфии» в сезоне 1998/99, за которым наблюдал с трибуны в качестве болельщика. В той игре один из защитников «лётчиков» получил травму, и тренер сказал Дмитрию готовиться к следующей игре. Первый матч в НХЛ сложился для Дмитрия удачно: он отдал результатную передачу, которая помогла команде одержать победу над «Анахайм Майти Дакс». Хоккеист в течение регулярного чемпионата постепенно адаптировался в новом клубе. Активно помогали осваиваться защитнику и соотечественники — Валерий Зелепукин и Дайнюс Зубрус. В команде же игрок получил прозвище «Дерево» (англ. Tree) — это было созвучно с именем Дмитрий, а также характеризовало телосложение защитника. Партнёром в связке с Тертышным в сезоне был Даниэл Макгиллис, который часто подключался к атаке, в то время как Дмитрий играл только в обороне.
16 февраля 1999 года, в матче против «Финикс Койотис», Тертышный впервые отличился голом в НХЛ, забросив шайбу в ворота Николая Хабибулина. По итогам регулярного сезона игрок провёл 62 матча, в которых забросил 2 шайбы и отдал 8 результативных передач. Дебют в НХЛ в целом для защитника оказался удачным, что позволяло Тертышному претендовать через год на новый, более выгодный контракт. Перед следующим сезоном Дмитрий поехал на сборы в Канаду, где он по рекомендации руководства хотел улучшить технику катания.

## Смерть
Смерть Тертышного наступила в результате несчастного случая, произошедшего 23 июля 1999 года. Вместе с друзьями по фарм-клубу «лётчиков» Фрэнсисом Беланже и Михаилом Черновым, а также местной жительницей Мишель Монро Тертышный совершал прогулку на арендованном катере по озеру Оканаган, вблизи Келоуны. Местное время было 19:25. Он сидел на носу лодки, когда большая волна ударила о борт судна. Тертышный не удержался и упал в воду, где лопасти винта перерезали ему шейную артерию. Чернов и Беланже остановили судно и подняли Тертышного в лодку, а затем доставили на берег, откуда на машине «скорой помощи» его перевезли в больницу. При всей оперативности, с которой защитника доставили в госпиталь, спасти ему жизнь не удалось — по заявлениям врачей, смерть игрока из-за большой потери крови наступила ещё на катере. Это подтвердил и сержант Филипп Буассонно из Королевской канадской конной полиции, участвовавший в расследовании. Он также сообщил, что все хоккеисты, находившиеся на лодке, за исключением Беланже, находились в состоянии алкогольного опьянения. Беланже управлял лодкой и, по свидетельству Буассонно, ошибок не допускал.

Когда пришло сообщение о смерти Тертышного, игроки «Флайерз» пребывали в отпуске, и поэтому находились в разных частях страны, но всё равно приехали в город, чтобы проститься с одноклубником. Капитан «лётчиков» Эрик Линдрос решил прекратить участие в благотворительном турнире по гольфу, только чтобы успеть проститься с Тертышным. Он заявил, что сообщение о смерти Тертышного стало для него настоящим шоком. Генеральный менеджер «Филадельфии Флайерз» Бобби Кларк сказал: 
Мы все в глубочайшем шоке. Всегда думали, что он еще долго будет защищать цвета нашей команды и будет счастлив. Чтобы аренда лодки привела к такому – нет, это невозможно….
Беланже и Чернову из-за трагедии был назначен психолог. Однако оба хоккеиста так и не смогли полностью оправиться от случившегося. Их карьера в НХЛ не сложилась, а Беланже и вовсе потом начал принимать психотропные препараты, с зависимостью от которых ему пришлось бороться в течение длительного времени.
После смерти Тертышного близкими родственниками было принято решение похоронить его в Челябинске, на Успенском кладбище города. Проститься с защитником пришли более тысячи человек. На похоронах также присутствовала отдельная делегация от «Филадельфии Флайерз». 22 сентября 1999 года в Филадельфии в честь Дмитрия Тертышного состоялся матч между «Флайерз» и его фарм-клубом в АХЛ «Лихай Уэлли Фантомс». На игре присутствовали почти 16 тысяч зрителей, а все денежные средства, вырученные от проведения матча, были переданы в фонд ребёнка Дмитрия и Полины Тертышных.

## Личная жизнь
Помимо Дмитрия в семье Тертышных многие её члены занимались профессиональным спортом. Его родной брат Андрей и оба двоюродных — Сергей и Алексей — играли в хоккей. Все они — воспитанники челябинского «Трактора». При этом двоюродные братья долго играли на высоком уровне, в то время как Андрей рано закончил игровую карьеру и перешёл на тренерскую деятельность в детскую школу имени Макарова.
После известия о гибели сына у отца игрока, Валерия Фёдоровича, начались проблемы с сердцем, а мать Дмитрия, Татьяна Васильевна, до последнего не могла поверить в случившееся. Дмитрий был женат на Полине, занимавшейся преподаванием искусств. Она переехала из России в Филадельфию сразу после того, как защитник уехал в тренировочный лагерь «лётчиков». На момент смерти супруга Полина находилась на четвёртом месяце беременности. Когда она узнала о случившемся, пришлось проводить её экстренную госпитализацию. Существовала реальная угроза потери ребёнка, но выкидыша удалось избежать. Руководство «Филадельфии» и хоккеисты команды оказывали разного рода поддержку семье Дмитрия. Особую поддержку Полине оказывал Валерий Зелепукин.
У Полины 3 января 2000 года родился мальчик, которого, как и хотел хоккеист, назвали Александром. Имя для первенца выбрали за неделю до смерти Дмитрия. Если бы родилась девочка, то ребёнка бы назвали Анастасия. О том, что родится именно мальчик, стало известно в день гибели игрока. Полина и Александр жили в Южном Джерси, там где при жизни Дмитрий хотел обосноваться с супругой. Переехать туда им помогли бывшие одноклубники Дмитрия и их жёны. Александр занимается хоккеем, играл в командах «Филадельфия Джуниорз» и «Белые медведи».

## Статистика
| Легенда | Легенда                    | Легенда | Легенда                   | Легенда | Легенда    |
| ------- | -------------------------- | ------- | ------------------------- | ------- | ---------- |
| И       | Количество проведённых игр | Штр     | Штрафное время            | +/−     | Плюс-минус |
| Г       | Голы                       | П       | Голевые передачи          | О       | Очки       |
| -       | Статистика неизвестна      | —       | Статистика не учитывалась |         |            |

### В сборной
- Статистика приведена по данным сайтов r-hockey.ru, Eliteprospects.com и NHL.com.

### Комментарии
1. ↑  «Лётчики» является прозвищем «Филадельфии Флайерз».